# Молодой Франкенштейн
«Молодой Франкенштейн» (англ. Young Frankenstein) — американская пародийная комедия 1974 года, обыгрывающая сюжеты и стандартные ситуации классических чёрно-белых фильмов ужасов.
Главного героя сыграл старый друг и творческий партнёр режиссёра Мела Брукса — Джин Уайлдер; сценарий они написали вместе. Также в фильме снимаются Марти Фельдман в роли горбатого помощника доктора Франкенстина, Питер Бойл в роли воскрешенного монстра, Джин Хэкмен в роли слепого отшельника и другие.
В 2003 году Библиотека Конгресса внесла «Молодого Франкенштейна» в Национальный реестр фильмов, имеющих особое культурное, историческое или эстетическое значение.

## Сюжет
Главный герой фильма — Фредерик Франкенштейн — внук знаменитого доктора Франкенштейна, который читает курс по медицине в одном американском университете. Хотя он старается не афишировать свою принадлежность к печально известному роду Франкенштейнов (и произносит свою фамилию «Франкенстин»), доктор отправляется в Трансильванию, как только семейный поверенный извещает его об обнаружении в трансильванском замке Франкенштейн завещания прадеда, передающего всю усадьбу в собственность молодого Франкенштейна.
По прибытии в родовое гнездо Фредерик знакомится с его обитателями — горбатым помощником Игорем (который предпочитает произносить своё имя «Айгор», подражая Фредерику), прекрасной помощницей-блондинкой Ингой и мрачной фрау Блюхер — любовницей покойного деда. Разбуженный посреди ночи звуком скрипки (как выяснится позднее, на ней играла фрау Блюхер), доктор обнаруживает потайной ход, ведущий в секретную лабораторию своего деда.
С помощью записей деда молодому Франкенштейну удаётся оживить украденный с кладбища труп недавно повешенного огромного мужчины. Вскоре выясняется, что из-за нерадивости Игоря доктор снабдил своё создание «ненормальными» мозгами, принадлежащими вовсе не «учёному и святому» Хансу Дельбрюку, как он хотел, а какому-то олигофрену. Проблемы начинаются, когда фрау Блюхер освобождает монстра от оков и он пускается в путешествие по округе, пугая местных жителей.
Доктор узнаёт от фрау Блюхер, что монстра можно усмирить только звуками скрипки. Воспользовавшись этим секретом, обитатели замка заманивают чудовище в ловушку. Во время беседы с монстром доктор понимает, что на добро тот отвечает добром, а на зло — злом. Он везёт монстра в Бухарест, где перед большим стечением публики они вместе танцуют под мелодию «Puttin' on the Ritz». Из-за хамского поведения публики представление срывается, и монстр попадает в полицейский участок.
Между тем в замок Франкенштейн прибывает из Америки невеста доктора — манерная Элизабет. Сам доктор к этому времени без памяти влюблён в ассистентку. Неожиданно в замке появляется монстр (он сбежал из полиции) и похищает Элизабет. После восьми соитий с монстром Элизабет загорается к нему страстью — причина в его необыкновенной сексуальной силе и огромном Schwanzstück (шутливое название пениса).
Доктор, вновь заманив монстра в замок, решается на крайние меры — переливание ему части своего ликвора. В разгар операции в замок врывается толпа разъярённых крестьян во главе с комичным полицейским инспектором Хансом Вильгельмом Фридрихом Кемпом (в исполнении Кеннета Марса, сыгравшего в первом фильме Брукса — «Продюсеры»). Монстр, отныне наделённый рассудком, успокаивает толпу своими мудрыми увещеваниями. Заканчивается фильм хэппи-эндом: Элизабет счастлива с монстром, а Фредерик — с Ингой.

## В ролях
- Джин Уайлдер — Фредерик Франкенштейн
- Питер Бойл — монстр
- Марти Фельдман — Игорь
- Клорис Личмен — Фрау Блюхер
- Тери Гарр — Инга
- Мэдлин Кан — Элизабет
- Кеннет Марс — Ханс Вильгельм Фридрих Кемп
- Ричард Хэйдн — герр Герхард Фалькштейн (юрист)
- Джин Хэкмен — Гарольд (слепой)
- Мел Брукс — голоса оборотня, поражённой дротиком кошки, Виктора Франкештейна

## Съёмки
Во время съёмок Мел Брукс уделял большое внимание кропотливой стилизации «картинки» под фильмы тридцатых годов. Лента снималась в тех же декорациях, что и легендарный «Франкенштейн» 1931 года. Несмотря на сопротивление студии, фильм был снят чёрно-белым. Титры стилизованы под картины довоенного времени. В духе того же периода выдержаны операторские трюки и переходы между сценами.
В окончательную версию фильма не вошло несколько сцен, в частности, проясняющих разницу между дедом главного героя (сумасшедшим учёным) и его прадедом (автором завещания).
Звук воя оборотня в фильме сымитировал сам режиссёр — Мел Брукс.
Когда фильм вышел в кинотеатрах, в титрах не оказалось имени Джина Хэкмена.
Фильм получил премию «Хьюго» за лучшую постановку.

## Наследие
Фильм получил признание Американского института киноискусства в следующих списках:
- 2000 год: 100 самых смешных американских фильмов за 100 лет по версии AFI — № 13
- 2004 год: 100 лучших песен из американских фильмов за 100 лет по версии AFI
  - Puttin’ On the Ritz — № 89
- В 1975 году был снят турецкий ремейк фильма, получивший название Sevimli Frankestayn.
- В 2007—2009 на Бродвее шёл одноимённый мюзикл Мела Брукса. Несмотря на неоднозначные отзывы прессы, мюзикл был удостоен номинаций на премии «Тони» и «Грэмми».